# Вельвічія дивна
Вельві́чія дивна або вельві́чія дивовижна (Welwitschia mirabilis) — багаторічне дерево-довгожитель, єдиний вид монотипного роду вельвічія. Деякі автори навіть відносять вид до сольного класу Welwitschiopsida B. Boivin, 1956.

## Поширення

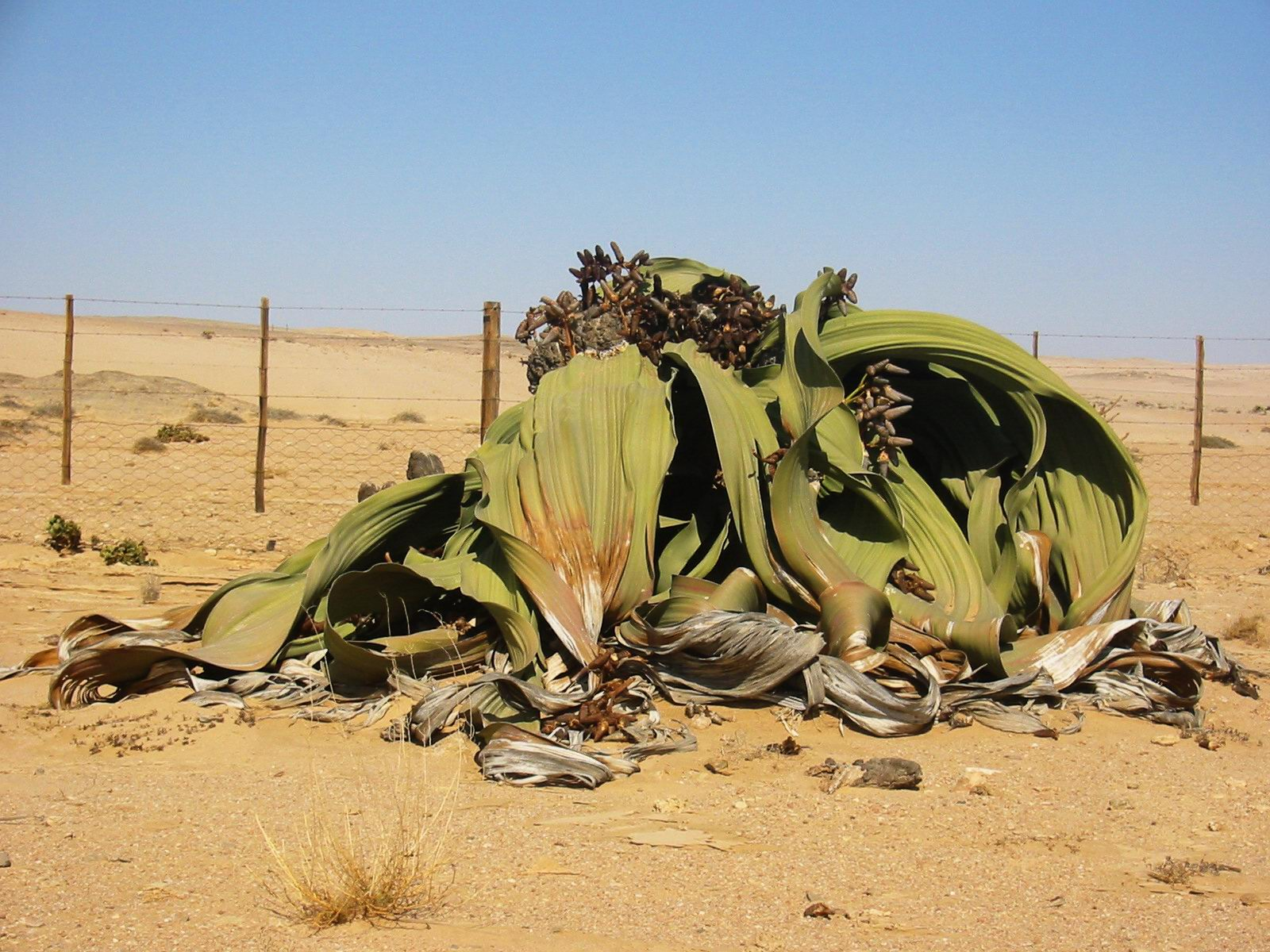
Вельвічія дивовижна, Намібія. Жіноча особина, заввишки з людину, приблизний вік 1 500 років

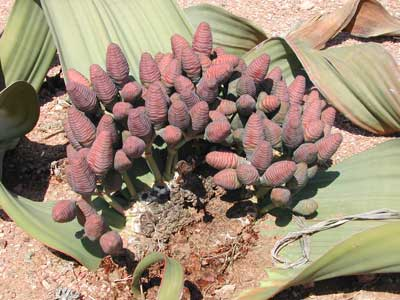
Жіночі шишки вельвічії

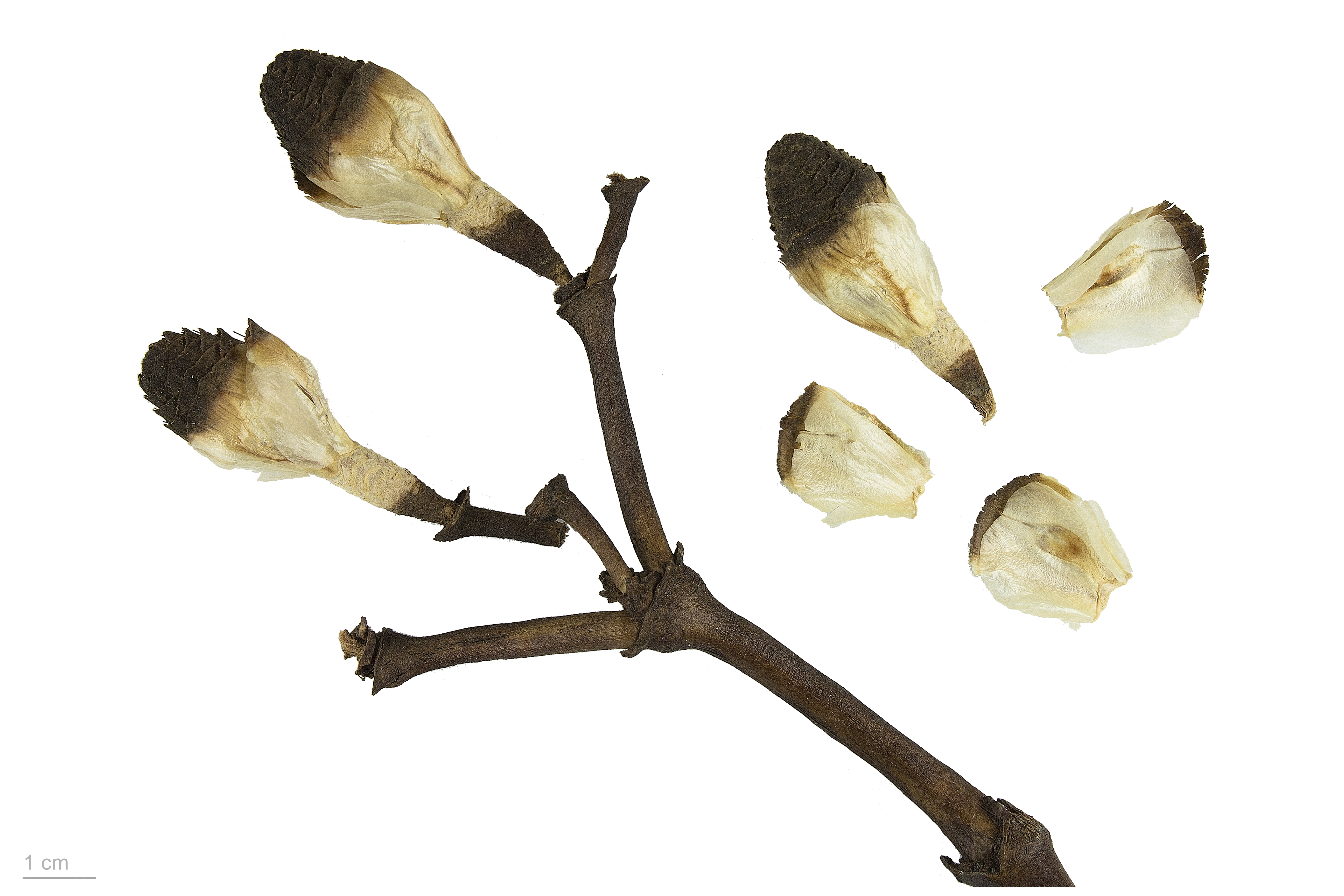
Welwitschia mirabilis — Тулузький музей

Росте тільки на малій території в пустелі Наміб уздовж узбережжя Атлантичного океану в Намібії та на півдні Анголи.

## Зовнішній вигляд
Це дерево, хоча, на перший погляд, воно зовсім так не виглядає. Вся рослина складається зі стовбурового кореня і двох листків, що безперервно ростуть протягом усього життя. З часом довжина кожного з них сягає 2–4 м. Від контакту з розжареним ґрунтом їхні кінці поступово засихають, а самі листки під дією вітру розшарпуються на окремі смужки. Отже, рослина поступово починає нагадувати купу сміття. Стовбур вельвічії сягає 1,5 м заввишки і майже повністю захований у піску.

## Розмноження і розвиток
Протягом всього свого життя (навіть під час плодоношення) вельвічія має анатомічну будову, що відповідає стадії проростання, що у світі рослин є винятком. Вельвічія є дводомною рослиною, і тому для утворення насіння необхідні дві особини — чоловіча та жіноча. Замість квітів у неї розвиваються численні шишкоподібні органи (подібно до хвойних дерев або саговників), що виходять з пазух листів. Чоловічі органи мають темно-рудий колір, жіночі спочатку зелені, а потім набувають фіолетово-бурого кольору. Жіночі шишки після дозрівання розпадаються і звільняють велику кількість легкого білого насіння. Як запилення, так і розповсюдження насіння відбувається за допомогою вітру. Вік рослин може досягати 2000 років і більше.

## Систематика
Філогенетично вельвічія належить до дуже давньої групи рослин — гнетових (Gnetopha), близьких родичів хвойних. До гнетових належать 3 дуже різні роди рослин: гнетум (Gnetum) — ліаноподібні рослини з великими цілокраїми листами, ефедра (Ephedra) — чагарники і тільки одна вельвічія.
Вельвічію названо на честь австрійського ботаніка Фрідріха Вельвіча (Friedrich Welwitsch), що відкрив її у 1860 році. Вона зображена на державному гербі Намібії.
До складу родини вельвічієвих, крім єдиного сучасного, належать також викопні види: Priscowelwitschia austroamericana, Welwitschiophyllum brasiliense, Welwitschiostrobus murili.

## Пристосування до умов життя
До екстремальних умов пустелі вельвічія відмінно адаптована. Ця рослина взагалі не залежить від опадів, їй цілком достатньо туманів, що приходять з океану. Поглинання атмосферної вологи відбувається через продихи, густота яких є рекордною в світі рослин — 20 тисяч на 1 кв. см.

## Цікаві факти
- Тривалість життя від чотирьохсот до двох тисяч років.
- Складається з декількох довгих (до восьми метрів) м'ясистих листків.
- Зростає вельвічія в Намібії, тобто в тому місці, де дощі – це рідкісне явище. У зв'язку з чим вона може прожити без вологи близько п'яти років. За умови, що опускаються тумани, цей термін з легкістю збільшується[2].

Аборигени з великим задоволенням смажать листя на багатті і твердять, що це смачно.

## Рекомендації щодо вирощування
Основною причиною невдач у вирощуванні вельвічії є саме надмірне поливання і подальше загнивання рослини. Тому насіння необхідно висаджувати у гравійно-піщаний субстрат (з розміром зерна 2–5 мм), щоб у субстраті не могла затримуватись надлишкова волога, що є єдиною перешкодою при вирощуванні. Поливати вельвічію потрібно дуже обережно, а краще лише оббризкувати водою. Насіння після змочування сходить протягом тижня. Рослину можна вирощувати на підвіконні південного вікна та обов'язково захищати від протягів. При її вирощуванні необхідно запастися терпінням, бо рослина росте дуже повільно.